# Underworld: Przebudzenie
Underworld: Przebudzenie (ang.: Underworld: Awakening) – amerykański horror fantasy z 2012 roku w reżyserii Månsa Mårlinda i Björna Steina.

## Obsada
- Kate Beckinsale jako Selene
- Stephen Rea jako dr Jacob Lane
- Michael Ealy jako detektyw Sebastian
- Theo James jako David
- India Eisley jako Eve
- Sandrine Holt jako Lida
- Charles Dance jako Thomas
- Kris Holden-Ried jako Quint
- Jacob Blair jako oficer Kolb
- Adam Greydon Reid jako technik medyczny

i inni.